# Eryk wiking
Eryk wiking (ang. Erik the Viking) – brytyjski film komediowy, przygodowy z gatunku fantasy z 1989 roku w reżyserii Terry’ego Jonesa, znanego z występów w grupie Monty Python
Scenariusz, na podstawie książki dla dzieci swojego autorstwa, The Saga of Erik the Viking, napisał sam Jones, który pojawia się w także jednej z głównych ról w filmie. W rolę tytułową wcielił się Tim Robbins, a w filmie występuje jeszcze jeden z „Pythonów” – John Cleese.

## Fabuła
Parodia typowych filmów o wikingach. Eryk jest młodym, nieprzystosowanym społecznie wodzem wikingów, który nie chce zabijać, palić ani gwałcić. Wraz ze swymi towarzyszami wyrusza na wyprawę, która ma przebłagać bogów i przywrócić słońce.

## Obsada
- Tim Robbins jako Eryk
- Mickey Rooney jako dziadek Eryka
- Eartha Kitt jako Freja
- Terry Jones jako król Arnulf
- Imogen Stubbs jako księżniczka Aud
- John Cleese jako Halfdan Czarny
- Antony Sher jako Loki
- Gary Cady jako kowal Keitel
- Charles McKeown jako ojciec Svena
- Tim McInnerny jako Sven berserker
- John Gordon Sinclair jako Ivar bez kości
- Richard Ridings jako Thorfinn Skullsplitter
- Freddie Jones jako misjonarz Harald
- Samantha Bond jako Helga
- Jim Broadbent jako wiking Ernest (gwałciciel)
- Jim Carter jako wiking Jennifer (kolejny gwałciciel)